# 22e cérémonie des British Academy Film Awards
Pour la cérémonie des BAFTAs récompensant la télévision, voir la 16e cérémonie des British Academy Television Awards.
La 22e cérémonie des British Academy Film Awards, organisée par la British Academy of Film and Television Arts, s'est déroulée en 1969 et a récompensé les films sortis en 1968. Elle se démarque des précédentes cérémonies, car de nombreuses catégories font leur apparition, ou changent tout simplement de nom. 

## Palmarès

### Meilleur film
Fusion des catégories films
- Le Lauréat (The Graduate)
  - 2001, l'Odyssée de l'espace (2001: A Space Odyssey)
  - Oliver !
  - Trains étroitement surveillés (Ostře sledované vlaky)

### Meilleur réalisateur
Nouvelle catégorie
- Mike Nichols pour Le Lauréat (The Graduate)
  - Carol Reed pour Oliver !
  - Lindsay Anderson pour If...
  - Franco Zeffirelli pour Roméo et Juliette (Romeo and Juliet)

### Meilleur acteur
Fusion des catégories acteurs
- Spencer Tracy pour le rôle de Matt Drayton dans Devine qui vient dîner ? (Guess Who's Coming to Dinner)
  - Ron Moody pour le rôle de Fagin dans Oliver !
  - Trevor Howard pour le rôle de Lord Cardigan dans La Charge de la brigade légère (The Charge of the Light Brigade)
  - Nicol Williamson pour le rôle d'O'Rourke dans The Bofors Gun

### Meilleure actrice
Fusion des catégories actrices
- Katharine Hepburn pour le rôle de Christina Drayton dans Devine qui vient dîner ? (Guess Who's Coming to Dinner)
- Katharine Hepburn pour le rôle d'Aliénor d’Aquitaine dans Le Lion en hiver (The Lion in Winter)
  - Catherine Deneuve pour le rôle de Séverine Sérizy dans Belle de jour
  - Anne Bancroft pour le rôle de Mme Robinson dans Le Lauréat (The Graduate)
  - Joanne Woodward pour le rôle de Rachel Cameron dans Rachel, Rachel

### Meilleur acteur dans un rôle secondaire
Nouvelle catégorie
- Ian Holm pour le rôle de Flynn dans The Bofors Gun
  - Anthony Hopkins pour le rôle du roi Richard Ier dans Le Lion en hiver (The Lion in Winter)
  - John McEnery pour le rôle de Mercutio dans Roméo et Juliette (Romeo and Juliet)
  - George Segal pour le rôle de Morris Brummel dans No Way to Treat a Lady

### Meilleure actrice dans un rôle secondaire
Nouvelle catégorie
- Billie Whitelaw pour le rôle de Lottie Bubbles dans Charlie Bubbles
- Billie Whitelaw pour le rôle de Joan Harper dans Twisted Nerve
  - Simone Signoret pour le rôle de Lisa dans Le Diable à trois (Games)
  - Virginia Maskell pour le rôle d'Antonia dans Interlude
  - Pat Heywood pour le rôle de l'infirmière dans Roméo et Juliette (Romeo and Juliet)

### Meilleur scénario
Renommage de catégorie
- Le Lauréat (The Graduate) – Calder Willingham et Buck Henry
  - If... – David Sherwin
  - Le Lion en hiver (The Lion in Winter) – James Goldman

### Meilleure direction artistique
Fusion des catégories direction artistique
- 2001, l'Odyssée de l'espace (2001: A Space Odyssey) – Ernest Archer, Harry Lange et Anthony Masters
  - La Charge de la brigade légère (The Charge of the Light Brigade) – Edward Marshall
  - Oliver ! – John Box
  - Roméo et Juliette (Romeo and Juliet) – Renzo Mongiardino

### Meilleurs costumes
Fusion des catégories costumes britannique
- Roméo et Juliette (Romeo and Juliet)
  - La Charge de la brigade légère (The Charge of the Light Brigade)
  - Le Lion en hiver (The Lion in Winter)
  - Oliver !

### Meilleure photographie
Fusion des catégories photographie britannique
- 2001, l'Odyssée de l'espace (2001: A Space Odyssey) – Geoffrey Unsworth
  - La Charge de la brigade légère (The Charge of the Light Brigade) – David Watkin
  - Elvira Madigan – Jörgen Persson
  - Le Lion en hiver (The Lion in Winter) – Douglas Slocombe

### Meilleur montage
- Le Lauréat (The Graduate) – Sam O'Steen
  - La Charge de la brigade légère (The Charge of the Light Brigade) – Kevin Brownlow
  - Oliver ! – Ralph Kemplen
  - Roméo et Juliette (Romeo and Juliet) – Reginald Mills

### Meilleur son
Nouvelle catégorie
- 2001, l'Odyssée de l'espace (2001: A Space Odyssey)
  - La Charge de la brigade légère (The Charge of the Light Brigade)
  - Le Lion en hiver (The Lion in Winter)
  - Oliver !
  - Trains étroitement surveillés (Ostre sledované vlaky)

### Meilleure musique de film
Nouvelle catégorie (Anthony Asquith Award)
- Le Lion en hiver (The Lion in Winter) – John Barry
  - Roméo et Juliette (Romeo and Juliet) – Nino Rota
  - La Charge de la brigade légère (The Charge of the Light Brigade) – John Addison
  - Vivre pour vivre – Francis Lai

### Meilleur film d'animation
- Pas de deux
  - The House that Jack Built (de)
  - The Hand
  - The Question

### Meilleur film documentaire
Flaherty Documentary Award
- In Need of Special Care – Jonathan Stedall, Camphill Rudolph Steiner ; Aberdeen
  - Music ! – Michael Tuchner NBC Experiment in Television (Music! (4x01))
  - Inside North Viet Nam – Felix Greene
  - A Plague on Your Children – Adrian Malone

### Meilleur film spécialisé
- The Threat in the Water
  - Carbon
  - The Kurer Anchor System
  - Genetics and Plant Breeding

### United Nations Awards
- Devine qui vient dîner ? (Guess Who's Coming to Dinner)
  - 2001, l'Odyssée de l'espace (2001: A Space Odyssey)
  - In Need of Special Care – Jonathan Stedall, Camphill Rudolph Steiner ; Aberdeen
  - Le Lion en hiver (The Lion in Winter)

### Meilleur nouveau venu dans un rôle principal
Récompense les jeunes acteurs dans un rôle principal.
- Dustin Hoffman pour le rôle de Benjamin Braddock dans Le Lauréat (The Graduate)
  - Pia Degermark pour le rôle d'Hedvig 'Elvira' Madigan dans Elvira Madigan
  - Jack Wild pour le rôle de The Artful Dodger dans Oliver !
  - Katharine Ross pour le rôle d'Elaine Robinson dans Le Lauréat (The Graduate)

## Récompenses et nominations multiples

### Nominations multiples
Films
 8  : Le Lion en hiver, Oliver !
 7  : Le Lauréat, Roméo et Juliette, La Charge de la brigade légère,
 5  : 2001, l'Odyssée de l'espace
 3  : Devine qui vient dîner ?
 2  : Trains étroitement surveillés, If..., The Bofors Gun, Elvira Madigan, In Need of Special Care
Personnalités
 2  : Katharine Hepburn, Billie Whitelaw

### Récompenses multiples
Films
 4 / 7  : Le Lauréat
 3 / 3  : Devine qui vient dîner ?
 3 / 5  : 2001, l'Odyssée de l'espace
 2 / 8  : Le Lion en hiver
Personnalités
 2 / 2  : Katharine Hepburn, Billie Whitelaw

### Les grands perdants
0 / 8  : Oliver !
 0 / 7  : La Charge de la brigade légère